# عمر ديوك
عمر ديوك (بالإنجليزية: Omar Diouck)‏ هو لاعب كرة قدم بلجيكي من اصل سنيغالي و ولد في دولة السنغال وهو حاليا مهاجم في نادي ادمونتون الكندي الذي يلعب في الدوري الكندي الممتاز.

## روابط خارجية
- عمر ديوك على موقع الاتحاد البلجيكي (الإنجليزية)
- عمر ديوك على موقع قاعدة بيانات كرة القدم.إي يو (الإنجليزية)
- عمر ديوك على موقع Soccerway.com (الإنجليزية)